# Afrolaophonte renaudi
Afrolaophonte renaudi is een eenoogkreeftjessoort uit de familie van de Laophontidae. De wetenschappelijke naam van de soort is voor het eerst geldig gepubliceerd in 1956 door Chappuis & Delamare Deboutteville.